# Othyus Jeffers
Othyus Jeffers (Chicago, 5 agosto 1985) è un ex cestista statunitense.

## Carriera
Dopo una discreta carriera a livello di high school e nella NCAA (in due stagioni realizza 13,5 punti a partita con anche 8,1 rimbalzi e 2,8 assist), va a giocare negli Iowa Energy nella NBDL: nella sua prima stagione in questo campionato colleziona 20,6 punti, 8,8 rimbalzi, 2,7 assist e 2,0 palle recuperate di media a partita, che gli consentono di vincere il premio come miglior rookie dell'anno in NBDL.
Si accasa in seguito alla Pallacanestro Cantù, nel campionato italiano; il 28 dicembre 2009 la società di basket Pallacanestro Cantù, tramite comunicato ufficiale, dichiara che il contratto con Jeffers verrà rescisso consensualmente a causa di gravi problemi personali. In totale ha disputato 9 partite di Serie A, realizzando 9,3 punti a partita con 5,7 rimbalzi. Finisce la stagione giocando nuovamente negli Iowa Energy, con i quali, pur avendo un minutaggio non eccessivamente elevato, raccoglie 14,3 punti e 6,8 rimbalzi di media a partita; a fine stagione riesce anche a debuttare nella NBA con gli Utah Jazz: scende in campo in 14 occasioni, sempre dalla panchina, e mette a segno 2,6 punti di media a partita in appena 5,1 minuti. Sempre con i Jazz gioca anche 6 partite nei Playoff NBA, sempre con un minutaggio molto ridotto.
Trascorre anche la stagione 2010-11 con gli Iowa Energy, con cifre migliori rispetto all'annata precedente (21,1 punti, 9,1 assist e 3,1 palle recuperate di media a partita); firma anche un contratto di dieci giorni con i San Antonio Spurs, che però lo fanno scendere in campo solo in un'occasione; termina la stagione con i Washington Wizards, sempre nella NBA: si tratta del suo migliore scorcio di stagione nel massimo campionato americano, dato che scende in campo in 17 occasioni (1 in quintetto base) con 5,7 punti e 4,1 rimbalzi in quasi 20 minuti di media a partita.

## Statistiche

### College
| Anno      | Squadra    | PG | PT | MP   | TC%  | 3P%  | TL%  | RP  | AP  | PRP | SP  | PP   |
| --------- | ---------- | -- | -- | ---- | ---- | ---- | ---- | --- | --- | --- | --- | ---- |
| 2005-2006 | UIC Flames | 31 | 30 | 32,3 | 48,8 | -    | 53,0 | 7,6 | 3,0 | 1,0 | 0,6 | 11,6 |
| 2006-2007 | UIC Flames | 32 | 32 | 33,0 | 46,9 | 16,7 | 66,5 | 8,6 | 2,6 | 1,7 | 0,2 | 15,4 |
| Carriera  | Carriera   | 63 | 62 | 32,6 | 47,7 | 16,7 | 60,7 | 8,1 | 2,8 | 1,3 | 0,4 | 13,5 |

### NBA

#### Regular Season
| Anno      | Squadra            | PG | PT | MP   | TC%  | 3P%  | TL%  | RP  | AP  | PRP | SP  | PP  |
| --------- | ------------------ | -- | -- | ---- | ---- | ---- | ---- | --- | --- | --- | --- | --- |
| 2009-2010 | Utah Jazz          | 14 | 0  | 5,2  | 41,4 | -    | 68,4 | 1,4 | 0,1 | 0,3 | 0,0 | 2,6 |
| 2010-2011 | San Antonio Spurs  | 1  | 0  | 8,0  | 33,3 | -    | -    | 2,0 | 1,0 | 0,0 | 0,0 | 2,0 |
| 2010-2011 | Wash. Wizards      | 16 | 1  | 19,6 | 48,4 | 25,0 | 65,2 | 4,1 | 1,2 | 1,1 | 0,0 | 5,7 |
| 2013-2014 | San Antonio Spurs  | 4  | 1  | 8,5  | 60,0 | 0,0  | 50,0 | 1,5 | 0,3 | 0,0 | 0,0 | 1,8 |
| 2013-2014 | Minnesota T'wolves | 2  | 0  | 6,5  | 0,0  | 0,0  | 100  | 1,5 | 0,0 | 0,0 | 0,0 | 1,0 |
| Carriera  | Carriera           | 37 | 2  | 11,9 | 46,0 | 16,7 | 66,7 | 2,6 | 0,6 | 0,6 | 0,0 | 3,8 |

## Palmarès
- Horizon League All-Newcomer Team (2006)
- Basketball Times Co-National Player of the Year (2008)
- Sporting News National Player of the Year (2008)
- NBDL MVP (2014)
- NBA Development League Rookie of the Year Award (2009)
- All-D-League Honorable Mention (2009)
- All-NBDL First Team (2014)
- All-NBDL Second Team (2011)
- All-NBDL All-Defensive First Team (2014)
- All-NBDL All-Defensive Third Team (2013)
- NBDL All-Star (2009)